# 黑石乡
黑石乡，是中华人民共和国吉林省延边朝鲜族自治州敦化市下辖的一个乡镇级行政单位。

## 行政区划
黑石乡下辖以下地区：
东崴子村、黑石村、南台子村、新立村、苏子河村、治安村、和歌山村、新集村、万福村、耕读村、蛤蟆塘村、牡丹岗村、幸福村、前黄花松村、后黄花松村、丹南村、安乐村、宋家村、插鱼河村和朝阳村。